# Jeziorki Wielkie (Białoruś)
Jeziorki Wielkie (biał. Вялікія Азёркі; ros. Большие Озёрки) – agromiasteczko na Białorusi, w obwodzie grodzieńskim, w rejonie mostowskim, w sielsowiecie Kuryłowicze, przy drodze republikańskiej .
W dwudziestoleciu międzywojennym leżały w Polsce, w województwie nowogródzkim, w powiecie słonimskim, w gminie Dereczyn.